# Mẫu hình Cái búa
Các búa là tên một loại mẫu hình nến đảo chiều tăng, tạo thành chỉ bởi một hình nến, được tìm thấy trong xu hướng giảm trên các biểu đồ giá các tài sản tài chính. Hình nến trông giống như một cái búa, vì nó có một bấc thấp dài và một thân ngắn ở phía trên của hình nến với ít hoặc không có bấc trên. Để cho một hình nến là một Cái búa hợp lệ hầu hết thương nhân nói rằng bấc thấp phải lớn hơn kích thước của phần thân nến trên hai lần, và thân nến phải ở cuối phía trên của phạm vi giao dịch.
Khi giá cao và giá đóng là như nhau, một hình nến Cái búa tăng được hình thành và nó được coi là một hình thành mạnh hơn bởi vì các con bò đã có thể loại bỏ những con gấu hoàn toàn cộng với những con bò đã có thể đẩy giá nhiều hơn qua mức giá mở cửa.
Ngược lại, khi giá mở và giá cao là như nhau, hình thành Cái búa này được xem là ít tăng, nhưng vẫn tăng. Các con bò đã có thể chống lại những con gấu, nhưng không thể mang lại giá trở lại giá vào đầu phiên.
Khi bạn nhìn thấy hình thức Cái búa trong một xu hướng giảm điều này là một dấu hiệu của sự đảo chiều tiềm năng trên thị trường do bấc dưới dài đại diện cho một thời kỳ giao dịch khi người bán ban đầu đã kiểm soát nhưng người mua đã có thể đảo ngược kiểm soát đó và điều khiển giá cả trở về để đóng cửa gần giá cao trong thời kỳ, do đó thân ngắn ở trên cùng của nến.
Sau khi nhìn thấy hình thức mẫu biểu đồ này trên thị trường hầu hết các thương nhân sẽ chờ đợi cho thời kỳ tiếp theo để giá mở cao hơn giá đóng của thời kỳ trước để xác nhận rằng người mua là thực sự kiểm soát.
Hai điều bổ sung mà các thương nhân sẽ tìm kiếm để đặt tầm quan trọng hơn trên mẫu hình này là một bấc thấp dài và sự gia tăng về khối lượng trong khoảng thời gian hình thành nên cái búa.